# Іванов Юрій Григорович
Іванов Юрій Григорович — український сценарист. Лауреат премії ім. Я. Галана (1976).
Народився 22 лютого 1934 р. Закінчив факультет журналістики Київського державного університету ім. Т. Г. Шевченка (1956) і Вищі сценарні курси в Москві (1969). Працював у газетах, на телебаченні, сценаристом студії «Київнаукфільм» (1969—1982).

## Фільмографія
Автор сценаріїв стрічок:
- «Вершник, що скаче попереду» (1969),
- «Слово про землю»,
- «Наближення до істини» (1972),
- «Юнакам, які обмірковують життя» (1973),
- «І не впасти за фінішем» (1974),
- «Рішення, які ми приймаємо» (1976),
- «Виховання потреб» (1979),
- «Шляхом істини» (1980),
- «Пам'ятник народний» (1981),
- «Гімнасти» (1990),
- «Креслата Україна» (1991, авт. сцен, і реж.) та ін.

Член Національних спілок журналістів і кінематорафістів України.